# ذکرپوش

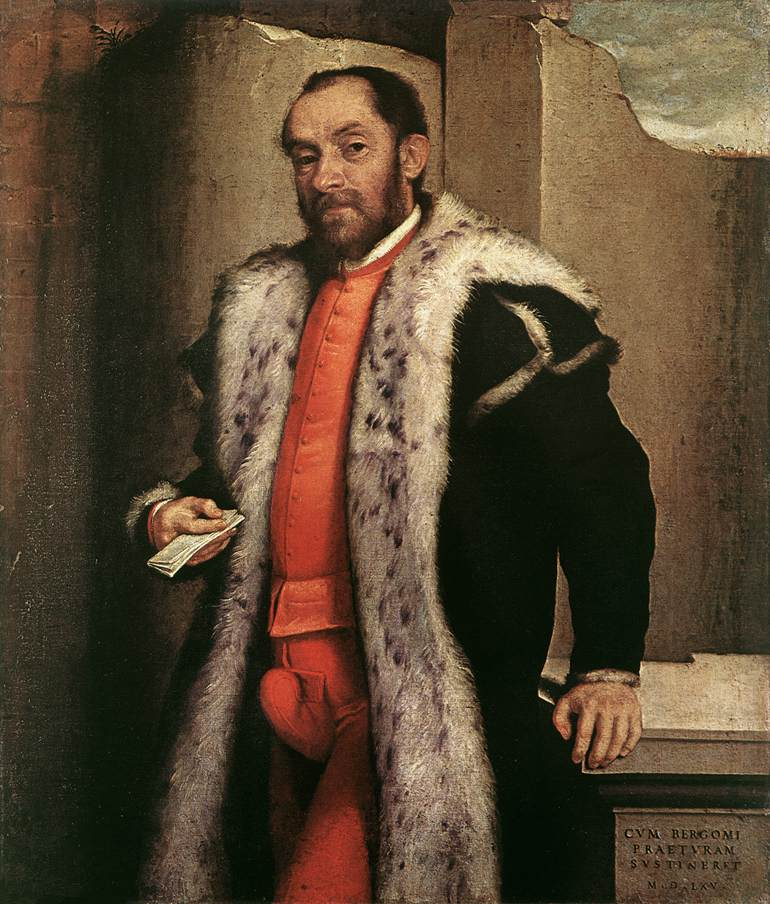
نقاشی متعلق به سال ۱۵۶۵ میلادی-اثر جووانی باتیستا مورونی

ذکرپوش یا کیر پوش کیسه‌ای است که به جلوی خشتک شلوار مردان متصل می‌شود. این کیسه که قسمت تناسلی مردان را می‌پوشاند به وسیلهٔ بند، دکمه و سایر روش‌ها بسته می‌شود. ذکرپوش کالایی مهم در سبک لباس پوشیدن مردان اروپایی قرون ۱۵ و ۱۶ میلادی بوده است و بیشتر برای پنهان کردن دکمه‌های شلوار و همچنین حجم برجستهٔ دستگاه تناسلی مردان مورد استفاده قرار می گرفته است. این وسیله در دوران معاصر هم استفاده می‌شود. به عنوان نمونه گاهی اوقات ستارگان موسیقی راک هنگام اجرای برنامه هایشان از آن استفاده می‌کنند. استفاده از کیر پوش در میان همجنسگرایان مرد هم رواج دارد.